# Hörghurut
A hörghurut (bronchitis) a hörgők (bronchusok) (a nagyobb és közepes méretű azon légutak, amelyek a gerincesek légcsövéből a tüdő legtávolabbi (distalis) állományába eljuttatják a levegőt) nyálkahártyájának gyulladása. A hörghurutnak két kategóriája különböztethető meg: a heveny (akut) és az idült (krónikus). A heveny hörghurutra jellemző tünet a köhögés, amely lehet száraz vagy köpetürítéssel járó. (A köpet (sputum) a légutakból a gyors levegőkiáramlás által „felköhögött” nyák és a hozzá keveredő egyéb anyagok (elhalt sejtek, kórokozók, belégzett szennyeződések, vörösvértestek stb.)). A heveny hörghurut gyakran kísérője az olyan heveny vírusos megbetegedéseknek, mint a közönséges nátha vagy az influenza. A heveny hörghurutos esetek 90%-át vírusok okozzák, ezzel szemben a baktériumok csak 10%-ban szerepelnek kórokozóként. Az idült hörghurut egyik típusa a krónikus obstruktív légúti betegségnek, amit a produktív (köpetürítéssel járó), évenként legalább három hónapig tartó, legalább két éven át évenként egyszer vagy ismételten jelentkező köhögés jellemez. A krónikus hörghurut általában a légutakat ingerlő anyagok ismételt belégzése miatt alakul ki. A legáltalánosabb ok a dohányzás, de kialakulhat kén-dioxid és nitrogén-monoxid (nitrogénoxid) belégzés miatt is, illetve a légutakat izgató anyagok belégzésével járó munkahelyi ártalomként. Azoknál az egyéneknél akik cigarettafüstnek, légutakat izgató anyagoknak hatásának vannak tartósan kitéve, vagy legyengült az immunrendszerük, fokozott a hörghurut kialakulásának kockázata.

## Heveny hörghurut
A heveny hörghurut (bronchitis acuta) egy az alsó légutakra korlátozódó megbetegedés, amely a hörgők (bronchus) gyulladását jelenti. A heveny hörghurut egy akut megbetegedés, amely három hétnél rövidebb ideig tart, fő tünete a köhögés, ehhez a következő alsó légúti tünetek közül még legalább egy társul. Nevezetesen ilyen: a nehezített, sípoló légzés, a köpetürítés, és a mellkasi fájdalom. A köhögés, a heveny hörghurut jellemző tünete, a szervezetnek egy védekező reakciója, amely arra irányul, hogy kiürítse a fokozott mértékben termelődő nyákot a tüdőből és a légutakból . A heveny hörghurut egyéb általános tünetei/kísérői: torokfájás, nehezített légzés, fáradtság, orrváladékozás, orrdugulás, (nátha), hőemelkedés vagy enyhe láz, mellhártyaizgalom/gyulladás, rossz közérzet, köpetürítés. A heveny hörghurutot leggyakrabban vírusok okozzák, amelyek megfertőzik a hörgők nyálkahártyáját, és ezzel gyulladást és fokozott nyákos váladékürítés okoznak. A heveny hörghurut gyakran a felső légutak olyan fertőzése következtében alakul ki, mint a közönséges nátha vagy az influenza. A heveny hörghurutos megbetegedések 90%-át vírusok okozzák, többnyire rhinovírusok, coronavírusok, adenovírosuk, metapneumonia vírusok, parainfluenza vírusok, légzőszervi szinciciális vírusok és influenzavírusok. Bizonyos vírusok, mint pl. a rhinovírusok arról is ismertek, hogy az idült hörghurut akut fellángolását (exacerbation) válthatják ki. . A baktériumok – beleértve a Mycoplasma pneumoniae, Mycoplasma pneumoniae, így a Chlamydophila pneumoniae, Bordetella pertussis, valamint a Streptococcus pneumoniae) és a Haemophilus influenzae baktériumokat is – a bakteriális eredetű hörghurutos megbetegedések mintegy 10%-át okozzák. A hörghurutok megközelítőleg 5-10%-a bakteriális fertőzés következménye. A hörghurutot az orvos egy alapos fizikális vizsgálat során könnyen felismerheti (diagnosztizálhatja). Tekintettel a hörghurut nem jellegzetes (specifikus) jeleire és tüneteire, amelyek az egyes betegeknél előfordulhatnak, az olyan egyéb diagnosztikai eljárások, mint a mellkasröntgen, a tüdőgyulladás kizárására, a köpet mikrobiológiai tenyésztése a szamárköhögés vagy más bakteriális légúti fertőzések kizárására , vagy a tüdőfunkciók vizsgálatára szolgáló tesztek alkalmazása , a tüdőasztma és a tüdőtágulás (emphysema) kizárására indokolt lehet.
A heveny hörghurut kezelése elsősorban tüneti. A nem-szteroid gyulladáscsökkentők használhatók a láz és a torokfájás csillapítására. A gyógyszeres kezelés mellett igen jól hatnak az olyan egyszerű eljárások, mint a kamillás inhaláció, a lassan elfogyasztott forró tea. Mindkét eljárás segít a tünetek jelentős enyhítésében, a köpetürítés útján bekövetkező légút-tisztításban a torokfájás csillapításában. A betegség kezelés nélkül is többnyire gyorsan elmúlik. Ennek ellenére a fenti egyszerű, „házilagos” eljárások javítják a beteg közérzetét, megrövidítik a betegség lefolyását és csökkentik a szövődmények kialakulásának valószínűségét. Ezért semmiképpen sem hagyhatóak figyelmen kívül.
A legtöbb heveny hörghurutos megbetegedést vírusok okozzák, ezért az antibiotikumos kezelés általában nem ajánlott, mivel azok a bakteriális fertőzések esetében lehetnek hatásosak. Az antibiotikumos kezelés vírusos hörghurutok esetében elősegítheti az antibiotikumokra rezisztens baktériumflóra kialakulását, ami fokozottabb betegségterjedéshez, sőt fokozottabb halálozáshoz is vezethet. Ennek ellenére még a vírusos hörghurutok bizonyos eseteiben is indokolt lehet az antibiotikus kezelés a másodlagos bakteriális felülfertőzések megelőzésére.

## Orvostörténeti megfontolások
A hörghurut nyilvánvalóan az emberiség történetét végigkísérő, és sok problémát okozó betegség volt, hiszen mind a hajlamosító tényezők, mind a kórokozók végig jelen voltak. Emellett, amíg nem voltak antibiotikumok és egyéb modern gyógyszerek, és a tüdőgümőkór is elterjedt volt, a szövődményei is könnyen halálhoz vezethettek. Sajnos megfelelő források híján részletes és korrekt orvostörténeti áttekintésre nincs mód. De példaként álljon itt egy átvett idézet, ami képet ad arról, hogy milyenek voltak az ismeretek a kórképről, és milyen gyógyítási eljárásokat alkalmaztak a 19. század végén.
| A Pallas nagy lexikonából |
| --- |
| Bronchitis (B.) alatt a hörgők nyálkahártyájának táplálási zavarát értjük, melyet vérbőség, duzzadás tünetei jellemeznek. A hurut a légcső alsó ágából a legkisebb hörgőkig terjedhet s minél szűkebb a hörgők fala, annál veszélyesebb a baj. A váladék eleinte csekély, üvegszerű, nyákos s ekkor száraz hurutról beszélünk, később bő, fehéres, sárgás, nyákos v. nyákos-gennyes. A nagyobb hörgők heveny hurutjánál nincs lényeges változás, mihelyt azonban a heveny hurut a kis és legkisebb hörgőkre átterjed, a tünetek lényegesen megváltoznak. Ha a heveny hurut a tüdőlebenykékre is átterjed, azok nyákkal megtelnek és a levegőnek a légsejtekbe való bejutását megakadályozzák; ha ezen felül a légsejtek között levő szövet szintén lobos elváltozásokat mutat, akkor már hurutos tüdőlob (pneumonia catarrhalis) lépett fel. Gyermekek, különösen a fogzás idején, s aggastyánok hajlanak e betegségre; gyengéd természetű, görvélyesek, angolkórosak, valamint betegségtől elgyengült egyéneket gyakrabban támad meg, mint erőteljeseket. Az ismételt megbetegedés növeli az új megbetegedésre való hajlamot s csak a huruttól mentes hosszú időköz csökkenti ezt a hajlamot. Mindezen felsorolt esetekben a kórok a meghűlés, és pedig nem is annyira a nagy hideg következtében, mint inkább a hirtelen hőváltozások behatása folytán támad; s épp ezért a szeles s nedves vidékeken és tengerpartokon e betegség mindennapi. A betegségre való hajlamot csupán a testedzés csökkenti, de csak mikor már minden jele eltűnt a hurutnak. A kis vérkörben a vérpangást okozó különböző szívbajok, a tüdőtágulás, a tüdőszövet-megvastagodás és hagymáznál gyakori szövődményes megbetegedés a B. Az előidéző okokhoz tartoznak még a hörghártyákra ható ingerek, úm. homoknak s kőrészeknek belégzése kőfaragóknál, széné s farészeké bányászoknál és asztalosoknál, lisztpor pékeknél és malommunkásoknál, ércpor köszörülőknél, gyapjúcafat gyapjúgyári munkásoknál, szivarfüst pincéreknél. A kanyarónál, himlőnél s hagymáznál a B. fellépése csak tüneti jelentőségű, amennyiben azt a sajátságos kórméreg idézi elő. A nagyobb hörgők hurutját néha nátha előzi meg, mely lehúzódik a légcsőre s a nagyobb hörgőkre; ritkább tünet, hogy lázzal, hidegrázással és bágyadtsággal kezdődne. Fő tünetei a köhögés, a köpet; a tüdők felett való hallgatózási viszonyok úm. az erősebb kilégzési zörej, a tüdők felett búgás, fütyülés s nedves szörcs-zörejek. A kisebb hörgők heveny hurutja (B. capillaris) v. mint előzetes bántalom lép fel v. pedig fertőző betegségekkel kapcsolatosan. Mindig láz s nehéz gyorsított légzés kíséri és a felületes köhögés, kevés szívós köpet, gyors érlökés, búgó légzés s szörcs-zörejek jelenléte rendes tüdőkopogtatási hanggal jellemzik. E betegség azért oly veszélyes, mivel gyermekeknél gyakran hurutos tüdőgyulladás, aggoknál süllyedéses tüdőgyulladás szövődik hozzá. A bántalom kedvezőtlen lefolyásánál a betegek nyugtalanok, köhögésnél elkékülnek s kevés köpetet ürítenek, a légzést hangos sípolás kíséri; majd beállhat a vérnek megtelése szénsavval, ekkor a betegek nyugodtabbá válnak, elhalványulnak, előbb kábultság, majd eszméletlenség lép fel s 3-4 nap múlva fulladás következtében beáll a halál. Csakis igen erőteljes egyének állják ki a B. capillarist, amikor a légzést addig tudják fenntartani, amíg a nyáktömegeket a finomabb hörgőkből is eltávolítják. Az idült hörghurut (B. chronica) a heveny hurutból, annak elhanyagolásából fejlődik ki, amikor a beteg nem eléggé gondoskodik a heveny hurut utolsó maradékának teljes eltávolításáról v. ha a betegség már eleve idülten lép fel. A nyálkahártya az idült hurutnál majdnem mindig bővebb, nyákos-gennyes, sejtdús, sárgás-zöldes, tejfölszerű váladékkal fedett; csakis a száraz hurutnál hiányzik a váladék; ilyenkor a szívós, rögös nyálka erős köhögési ingerrel és a kilégző izmok görcsös működésével ürül ki; emellett néha fuldoklási rohamok állnak be. Az idült hörghurut következményeként tüdőtágulás (emphysema), cianózis, jobb szív túltengése, sőt lábvizenyő is felléphet. Bár az esetek nagyobb számában az idült hörghurut nem gyógyítható, mégsem sorolhatjuk a súlyos megbetegedések közé, mivel időnként a tünetek jelentékeny javulása állhat be. Ha az idült hörghurutnál gennyes v. vizenyős, kevés léghólyagot tartalmazó szürkés-fehéres, vagy véresen festett v. erősen véres váladék igen könnyen s többnyire egyszerre nagy mennyiségben ürül ki, akkor broncho-blennorrhoeáról v. bronchorrheáról szólunk. Mindamellett, hogy e bántalommal az egy nap alatt kiürített köpet mennyisége néha ½-1 liter, mégis a beteg többnyire jól tűri e kórfolyamatot. Csak ha erős láz s nagy lesoványodás kíséri, félő az élet megrövidülése. Néha a köpet igen bűzössé válik, ami a szoba levegőjét is erősen megrontja. Ez az ún. egyszerű bűzös hörgőlob (B. putrida) a váladéknak a hörgőkben való szétesésén és bomlásán alapul s ez valószínű, annak a különleges bacilusnak tulajdonítható, mely e beteg köpetében található. A bűzös hörgőlob veszélyes megbetegedés, mert könnyen tüdőüszkösödést hoz létre. A B. gyógyításában elsősorban az óvógyógymódnak van szerepe, ti. a testet hideg fürdőkkel, hideg mosásokkal kell edzeni, mindennemü, a hörgő nyálkahártyáját izgató anyagoktól távol tartani. Az oki javallatnak megfelelünk, ha a görvélykóros, angolkóros, sápadtságos egyéneket kellően tápláljuk s úgy mint a szív billentyűbántalmainál, az alapbántalmat gyógykezeljük. A száraz hurutnál legjobb szolgálatot tesznek a narkotikus szerek s közöttük különösen a morfium, kodein, hyoscyamus, Dower-por; az égvényes ásványvizek (pl. bártfai-, bikszádi-, luhi Margit-, szolyvai orvosforrás), a sópárák és a sűrített levegő belégzése. Bő váladéknál vagy hánytatót, pulvis apomorfinumot, tartarus stibiatust, nagy adagban, v. a köptetők közül ipekekuánát, szennafőzetet, liquor ammonii anisatust stb. használjunk. A bűzös hörghurutban szenvedőknél ezeken kívül megkísérlendő a terpentinolaj, fenyőolaj, karbol s az újabban igen jó eredménnyel használt szublimát belégzése. Jobb módú betegek téli időben meleg éghajlatú helyeket keressenek fel, nyáron tiszta levegőjű, szelektől védett alpin helyeket. |
| Megjegyzések [P n]: 1. 2. 3. 4. 5. 6. 7. |

## A krónikus hörghurut
A krónikus hörghurut (bronchitis chronica) a krónikus obstruktív légúti betegségek egyik típusa, amelyet produktív (köpetürítéssel járó) köhögés jellemez, amely állapot évenként több mint három hónapig tart, legalább az egymást követő két évben anélkül, hogy valamilyen kiváltó alapbetegséghez társulna . Az elhúzódó bakteriális hörghurutot úgy határozzák meg, mint krónikus produktív köhögéssel járó kórképet, amely fokozott bronchioalveoláris átöblítéssel jár, és antibiotikum kezeléssel megszüntethető. A krónikus hörghurut tünetei közé tartozik az asztmás jellegű (sípoló) nehézlégzés, különösen fizikai aktivitás esetén, és az oxigéntelítettség csökkenése. A köhögés gyakran súlyosbodik röviddel ébredés után, a köpet sárga vagy zöld színű lehet, és vérdarabkákat is tartalmazhat. Az elhúzódó bakteriális hörghurutot általában a Streptococcus pneumoniae, a nem tipizálható Haemophilus influenzae, vagy a Moraxella catarrhalis okozzák. Az obstruktív légúti/tüdő betegségekben, mint a hörghurut, szenvedő betegeknél csökkent FEV1 és FEV1/FVC(en) arány fordulhat elő a tüdőfunkciókat vizsgáló tesztekben. A többi általánosan előforduló obstruktív betegségtől - mint az asztma vagy a tüdőtágulat (emphysema), a hörghurut ritkán okoz magas pulmonális reziduális térfogatot (a maximális erőltetett kilégzés után a tüdőben visszamaradó levegő térfogata) Nyilvánvaló bizonyítékok utalnak arra, hogy az idült hörghurutban megfigyelhető csökkent légzési funkciók folyamatának előrehaladása lassítható a dohányzás abbahagyásával. A krónikus hörghurut kezelhető tünetileg, gyógyszer nélkül vagy gyógyszeres kezeléssel. Típusos nem gyógyszeres megközelítése a krónikus obstruktív tüdőbetegségnek (angolul: COPD – Chronic Obstructive Pulmonary Disease) a tüdőbetegek rehabilitációja, a tüdőtérfogat sebészeti csökkentése, és a tüdőátültetés. A légzőtraktus hámjának gyulladása és a vizenyője (ödéma) csökkenthető kortikoszteroidok belélegeztetésével. A sípoló nehézlégzés a hörgők görcsének (a kisebb hörgők szűkülete a falukban lévő simaizmok reverzibilis összehúzódása miatt) hörgőtágítókkal való oldásával kezelhető: így hosszú hatású β-adrenergic receptor agonistákkal (mint pl. a (salmeterol) és a belégzett (inhalált) antikolinerg anyagokkal, mint az (ipratropium bromid) vagy a (tiotropium bromid). A nyákoldók (amelyek köptető néven is szerepelnek) kifejthetnek kisebb terápiás hatást a krónikus hörghurut heveny fellángolásaira (akut exacerbatio). Az oxigénterápia – kiegészítő oxigén adagolása a belégzett levegőhöz - a hipoxémia (túl alacsony véroxigén szint) kezelésére szolgál, és kimutatták, hogy ezzel csökkenthető a krónikus hörghurutban szenvedő páciensek halálozása. A kiegészítő oxigén adagolás csökkentheti a légzés erősségét, ami a vér széndioxid szintjének növekedéséhez vezethet (hiperkapnia) és következményes respirációs (légzési) acidózishoz.

## Fordítás
Ez a szócikk részben vagy egészben  a   Bronchitis című angol Wikipédia-szócikk ezen változatának fordításán alapul.  Az eredeti cikk szerkesztőit annak laptörténete sorolja fel. Ez a jelzés csupán a megfogalmazás eredetét és a szerzői jogokat jelzi, nem szolgál a cikkben szereplő információk forrásmegjelöléseként.